# Gonatocerus longior
Gonatocerus longior är en stekelart som beskrevs av Soyka 1946. Gonatocerus longior ingår i släktet Gonatocerus och familjen dvärgsteklar.
Artens utbredningsområde är:
- Österrike.
- Tyskland.
- Nederländerna.
- Spanien.

Inga underarter finns listade i Catalogue of Life.